# Dedinszky József (ügyvéd)
Dedinai és hodochini Dedinszky József (1706 – Pest, 1774. június 27.) ügyvéd, földbirtokos, Pest-Pilis-Solt vármegye főügyésze.

## Családja és élete
Az 1355-ben nemesi címet kapott Dedinszky család leszármazottja. Apja Dedinszky Gábor (?–1734), Árva vármegye főpénztárosa, aki az Árva vármegyében fekvő Dedina, Hodochin és Medvecze birtokosa volt III. Károly magyar király 1734-es birtokátruházásról szóló irata szerint.
Dedinszky József 1740-ben III. Károly magyar királytól adománylevél útján kapta meg a Zólyom megyében fekvő Kremnicska, Malachov és Petőfalva (másként Illésfalva), továbbá Lieszkócz helységekhez tartozó nemesi birtokokat.
A Dedinszky Gábor és Dedinszky József részére történt birtokadományozások eredeti okiratai a Magyar Kamara Archivumában (Libri donatium) is fellelhetők.
Az 1730-as évek közepétől Pest-Pilis-Solt vármegye főügyésze. A fennmaradt korabeli jegyzőkönyvek szerint ő volt többek között az úriszék elé kerülő ügyek felterjesztője.
Mária Terézia 1766-ban kelt, A katolikusok vallásgyakorlatának szabályozásáról szóló rendeletének egyik felterjesztője, megfogalmazója Tolvay Ferenc táblabíróval együtt.

## Munkája
Irodalmi munkásságából mindössze egyetlen, Budán kiadott írása maradt fenn: 
- Q. D. B. V. classicum posthumum seu clangor funebris dum adolescentulus, Ladislaus, Dni Thomae Beniczky… filiolus, vix 14 dierum intervallo affixus lecto… ad lethum deproperans anima sua vitae lethique arbitro commendata, glebam terreni corporis ritu christiano cryptae ecclesiae Sámbokensis die 29. Januarii condendam reliquisset, in perennaturae memoriae monumentum… Pesthini 25. et 26. Januarii dicatum, elucubrans. Budae (1736.)[8]